# Essais de Théodicée
Cet article concerne le livre de Leibniz. Pour le concept en général, voir Théodicée.
Les Essais de Théodicée sur la bonté de Dieu, la liberté de l'homme et l'origine du mal, ou plus simplement Essais de Théodicée voire Théodicée forment un livre traitant de théologie, écrit par le philosophe et savant polymathe allemand Gottfried Wilhelm Leibniz et paru en 1710, qui tente de résoudre le problème du mal par le concept de meilleur des mondes possibles. Son explication sera raillée par Voltaire dans son conte philosophique Candide.

## Présentation
Les Essais de Théodicée ont pour objectif de résoudre le problème du mal : comment admettre d'une part l'existence d'un Dieu bon, omniscient et omnipotent, et d'autre part l'existence du mal ? La réponse de Leibniz est que le monde tel que nous le connaissons est le meilleur des mondes possibles.

## Histoire
Les Essais de Théodicée sont publiés en 1710 en français à Amsterdam,. Il s'agit du seul ouvrage de Leibniz publié de son vivant. Ils sont traduits en latin en 1712.
Critique de Pierre Bayle, l'ouvrage est issu des conversations de son auteur avec Sophie-Charlotte de Hanovre, reine de Prusse et fille de son employeur, le duc de Hanovre.

## Critiques
Dans son conte philosophique Candide, Voltaire critiquera de manière satirique la thèse de Leibniz à travers le personnage de Pangloss, qui fait preuve d'optimisme en toute situation. En vérité, Voltaire y déforme la doctrine de Leibniz par la formule fétiche de Pangloss : « tout est au mieux dans le meilleur des mondes possibles ». Cette formule est une mauvaise interprétation : Leibniz n'affirme nullement que le monde est parfait mais que le mal est réduit à son minimum.